# Namco
Namco Limited (株式会社ナムコ, Kabushiki Gaisha Namuko) és una empresa japonesa desenvolupadora i distribuïdora de programari en el camp dels videojocs. Després d'unir-se a Bandai el setembre de 2005, els dos estudis de producció de videojocs es van unir en Bandai Namco Games el 31 de març de 2006, ara conegut com a Bandai Namco Entertainment.

## Història
Namco va ser fundada en 1955 per l'actual president Masaya Nakamura a Tòquio, Japó.
L'any 2004 la companyia va guanyar 100.600 milions de dòlars dels I.I.O.O. El negoci principal de la companyia és el desenvolupament i la distribució de les màquines recreatives, videojocs per a la llar (videoconsoles), contingut per a la televisió i serveis mòbils. També treballa en altres línies de negoci en tot el món. En 2005 es va fusionar amb Bandai, una de les majors companyies de videojocs del Japó i també productora de videojocs, formant l'holding Bandai-Namco, per a afrontar millor les dificultats i costos, per a programar per a la nova generació de consoles.

## Programari

### Videojocs destacats
Això és únicament un petit llistat dels jocs més famosos desenvolupats per Namco al llarg de la seva història. No intenta ser extensiu, sinó assenyalar jocs importants en la història de la companyia:
- Pac-Man
- Soul Calibur
- Tekken
- Ridge Racer
- Tales of Phantasia
- Tales of Symphonia
- Baten Kaitos
- Xenosaga
- Ace Combat